# Pinocho (revista)
Pinocho fue una revista infantil editada entre 1925 y 1931 por Saturnino Calleja desde Barcelona, con alrededor de 351 números. Posteriormente, otras editoriales lanzaron otros tebeos con el mismo título: Bruguera en 1944, Cliper en 1957 y Maisal en 1979.

## Pinocho (Saturnino Calleja, 1925-1931)
Pinocho contenía secciones didácticas, concursos, historietas y capítulos de las obras de Emilio Salgari. 
Fue la primera en distribuir cómic estadounidense en España. Entre sus cómics de procedencia estadounidense, pueden citarse Barney Google,  Félix el gato, Happy Hooligan, The Katzenjammer Kids y Little Orphan Annie. Por el contrario, el otro tebeo de la misma editorial, "Pila" (11/1925-01/1926), estaba compuesto mayormente por cómics ingleses.
Entre sus autores españoles, destacaban Galindo, K-Hito, José Robledano, Antoniorrobles, José López Rubio y José Zamorano. 
| Años | Título                                           | Autoría                 | Procedencia |
| ---- | ------------------------------------------------ | ----------------------- | ----------- |
| 1925 | De cómo pasan el rato Currinche y Don Turulato   | K-Hito, Castillo Canedo | Nueva       |
| 1930 | Con Chufita y Pericuelo se pasan la vida al pelo | Castillo Canedo         | Nueva       |

Según Antonio Martín, "Pinocho" tenía una calidad (y un precio) superior a la media de los tebeos editados en Barcelona. Fue el modelo de publicaciones posteriores de gran éxito, como "Macaco".

## Pinocho (Cliper, 1957)
| Años | Título                  | Autoría     | Procedencia |
| ---- | ----------------------- | ----------- | ----------- |
| 1957 | Las aleluyas de Pinocho | Gin, Segura | Nueva       |